# Панайоту, Андреас
Андре́ас Панайо́ту Филио́тис (греч. Ανδρέας Παναγιώτου Φιλιώτης; 31 мая 1995, Никосия, Кипр) — кипрский футболист, защитник клуба «Аполлон» и сборной Кипра.

## Биография

### Клубная карьера
Начинал профессиональную карьеру в клубе «Омония», в составе которого дебютировал в чемпионате Кипра 20 декабря 2014 года в матче с «Неа Саламина», в котором вышел на замену на 85-й минуте вместо Андража Кирма. Всего в составе «Омонии» сыграл 22 матча. Летом 2018 года подписал контракт с клубом «Пафос».

### Карьера в сборной
Дебютировал за сборную Кипра 22 марта 2017 года в товарищеском матче со сборной Казахстана, в котором появился на поле на 77-й минуте, заменив Мариоса Стилиану.